# 云南陆军讲武堂
雲南陆军讲武堂，又稱昆明講武堂，是中国近代一所著名的军事院校，原是清朝为编练新式陆军、加强边防而设的一所军事学校。建立時与天津讲武堂和奉天讲武堂并称三大讲武堂，後与黄埔军校、保定陆军军官学校齐名。
旧址位于昆明市五华区翠湖西侧，紧邻云南省图书馆。
2019年12月，云南陆军讲武堂历史博物馆被中国侨联授予“中国华侨国际文化交流基地”。

## 历史
1907年，清朝雲貴總督王文韶委托曾公派留学日本陆军士官学校的胡景伊在云南陆军武备学堂和云南陆军小学基础上筹办云南陆军讲武堂，选址为昆明翠湖承华圃，筹办期间云贵总督易為李經羲，李改命与胡景伊同校毕业的韩建铎与胡景伊，共同于1909年8月再办讲武堂，首任总办由云南兵备处总办高尔登兼任，李根源任校监，次年李接任总办。自1909年至1935年停办共开班22期，每期一年半至两年，分步兵、骑兵、炮兵、工兵四科（后增设有辎重、航空、空降等科），1919年，李根源还在广东韶关开设过讲武堂分校，共办两期。第15期还有归国华侨和朝鲜、越南的留学生，在抗戰期間为东南亚国家培养大量指挥军官。1912年改称云南陆军讲武学校。1935年后改名为“中央陆军学校第五分校”，开办至1945年停办。1949年中华人民共和国建立后，改为中国人民解放军昆明步兵学校。目前讲武堂的遗址用作博物馆用途，一方面展览历史文物；一方面展览云南地方艺术品，并与雅士得拍卖公司合作拍卖艺术品。

## 建筑
现存讲武堂的主要建筑物，是一院规模宏大的中国传统的走马转角楼式的土、木、石材建筑物，呈正方形，东、西、南、北楼各约长120米，宽10米，对称衔接，浑然一体，四角有拱形门洞可出人。南北楼为学员宿舍，南楼中部突起，为阅操楼。今农展馆一片，是当时的阅兵操場。东楼是办公室，西楼是學科教室。大楼西北面的平房，是当时的礼堂。中华人民共和国成立后，这座建筑经多次修缮，保存较为完好。
- 全国重点文物保护单位标志碑

## 历任校长
云南陆军讲武堂总办
- 韩建铎（1907年－1907年，筹备阶段）
- 胡景伊（1907年－1909年，筹备阶段）
- 高尔登（1909年－1910年）
- 李根源（1910年－1911年8月22日）
- 张毅（1911年－1912年）
- 谢汝翼（1912年－1912年）

云南陆军讲武学校校长
- 刘祖武（1912年－1913年）
- 顾品珍（1914年－1915年）
- 张子贞（1916年－1916年）
- 韩凤楼（1917年－1917年）
- 郑开文（1917年－1918年）
- 吴和宣（1918年－1918年）
- 唐继虞（1919年－1919年）
- 唐继虞（1920年－1920年，高等军事学校校长）
- 韩建铎（1921年－1921年）
- 戢翼翘（？－？）
- 刘国栋（1923年－1925年）
- 高向春（1926年－1926年，讲武学校预科主任）
- 龙云（1927年－1927年）
- 胡若愚（1927年－1927年）
- 吴和宣（1928年－1928年）
- 王兆翔（1928年－1928年）

## 著名人物
由于该校教员多从日本士官学校（日語的「士官」等於漢語的「軍官」，俗稱「將校」。漢語的「士官」在日語稱為「下士官」。）毕业，很多人在日本留學时就是倾向革命黨的分子，一部分就是孙中山先生领导的同盟会会员。他们采取多种方式，在学生中传播革命概要，使学校成为培养反清革命的重要据点，团结云南革命力量的核心。历届毕业生中有些后来加入中國共產黨成為人民解放軍的重要將軍，如朱德、叶剑英等。

### 教官
- 李根源
- 顾品珍
- 唐继尧
- 李烈钧
- 张开儒
- 罗佩金
- 刘存厚
- 赵又新
- 杨　杰
- 蔡润生
- 李鴻祥
- 欧阳沂

### 校友
- 朱德
- 叶剑英
- 崔庸健
- 李范奭
- 阮海臣
- 龙云
- 卢汉
- 王甲本
- 权基玉
- 胡瑛
- 盛世才
- 赖心辉
- 寸性奇
- 周保中
- 曾泽生
- 范石生
- 楊蓁
- 唐淮源
- 朱培德
- 金汉鼎
- 赵锡光
- 毕士悌
- 段希文
- 樊云章
- 张鉴桂
- 張六師
- 郭自欽
- 张浩